# Liceul Teoretic „Bartók Béla” din Timișoara
Liceul Teoretic „Bartók Béla” este o unitate de învățământ din Timișoara cu predare în limba maghiară.

## Istoric
Clădirea actualului liceu a fost proiectată de arhitectul László Székely ca școală confesională a Bisericii romano-catolice din Iosefin. După reforma învățământului din 1948 imobilul a fost expropriat, iar în clădire a fost organizat un centru județean de învățământ în limba maghiară, desființat în 1956. Abia în anul 1971 este reconstituit ca liceu de matematică-fizică în limba maghiară. 
După 1990 a devenit liceu teoretic și i-a fost atribuit numele „Bartók Béla”.
Instituția cuprinde 7 clase primare, 8 clase de gimnaziu, 12 clase de liceu, aproximativ 650 de elevi. Profilul pregătirii este diversificat și cuprinde clase de: matematică-informatică, economie, științe socio-umane.